# Mikolaiv
La ciutat de Mikolaiv és el centre administratiu de l'òblast de Mikolaiv. Està situada a la confluència de dos rius, el Buh Meridional i l'Inhul, a 65 quilòmetres de la mar Negra, i té una població de 498.700 habitants, segons dades de 2011. La ciutat acull al club de futbol MFK Mikolaiv, que juga els seus partits a l'Estadi Ciutat Central.

## Història
La ciutat va ser fundada el 1789 pel príncep Grigori Potiomkin, governador general de la regió de Nova Rússia, com a drassanes a la riba de l'Inhul. L'ordre signada per a la construcció es va emetre el 27 d'agost de 1789, data considerada com la fundació oficial de la ciutat. Des del primer moment, les drassanes van començar a construir vaixells per a la Guerra russoturca (1787-1792). Poc temps després, Potiomkin va ordenar que la ciutat fos rebatejada com a Mikolaiv (Nikolàiev, en rus) en memòria de la victòria russa a Otxàkiv, que tingué lloc el 6 de desembre de 1788 (segons el calendari julià), dia de sant Nicolau de Mira.
Des de llavors, la història de la ciutat ha estat sempre molt vinculada a les drassanes. La seva condició estratègica la va convertir en un objectiu militar durant la Segona Guerra Mundial, quan fou ocupada per l'exèrcit romanès entre 1941 i 1944.

## Economia

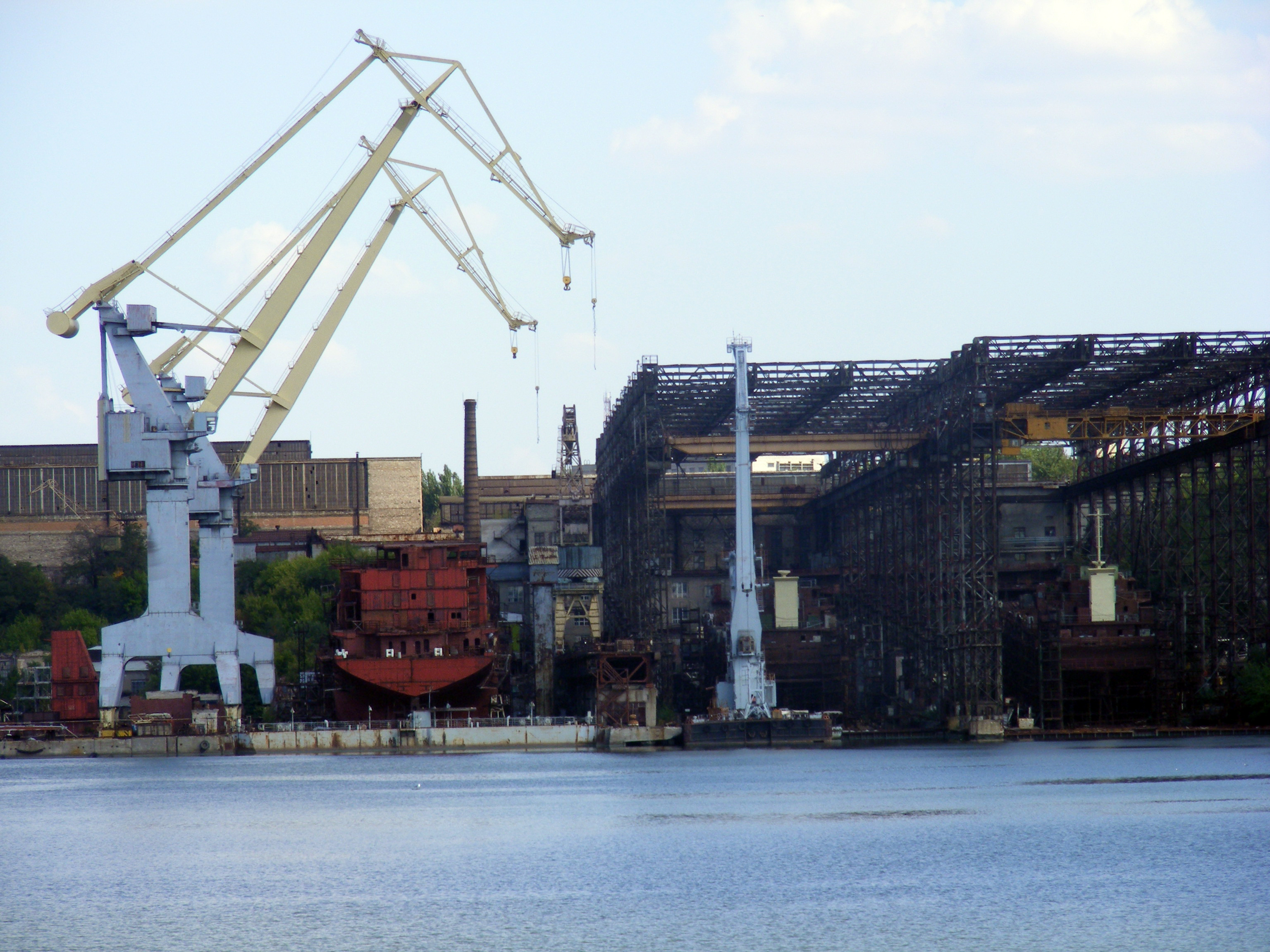
Drassanes de Mikolaiv

La ciutat de Mikolaiv disposa de dos ports, un a la vora del mar, a l'estuari del Buh Meridional i l'altre al riu Inhul. Disposa, a més, de les drassanes de Txernomorski, una de les més grans d'Ucraïna i de tot Europa. També existeix una segona instal·lació, coneguda com les Drassanes dels 61 comuners. La ciutat disposa també de diverses fàbriques, entre les quals cal destacar les dedicades a les construccions mecàniques, les de reparació de material aeronàutic i la indústria cervesera.

## Persones
- Paul Alexander Baran (1909-1964) economista